# Mona Juul (diplomat)
 Der er flere personer med dette navn, se Mona Juul.
Mona Juul (født 10. april 1959) er en norsk diplomat, politolog og tidligere politiker. Hun blev en del af sit lands udenrigstjeneste i 1986, hvor hun undervejs har været en del af forhandlingerne i forbindelse med Osloaftalen i 1993.. Fra 2001 til 2004 var hun Norges ambassadør i Israel og Cypern, 2014-2018 i Storbritannien og fra 2024 i Jordan. Hun har desuden været Norges FN-ambassadør 2019-2023, hvoraf hun sad i FN's sikkerhedsråd i perioden 2021-2022.
Juul er gift med Terje Rød-Larsen med hvem hun har to børn.